# Giuseppe Benelli
Giuseppe Benelli (Pesaro, 7 gennaio 1889 – Pesaro, 9 novembre 1957) è stato un progettista e imprenditore italiano.
Nel 1911 fondò con la madre Teresa Boni Benelli e i fratelli l'industria motociclistica Benelli, una delle più celebri ed importanti aziende motociclistiche italiane del XX secolo.
Poco dopo il termine della seconda guerra mondiale si divise dai fratelli fondando una nuova azienda, la MotoBi che, dopo la sua morte, si riunì all'azienda originaria.
Giuseppe fu il primogenito di sei fratelli e due sorelle. Insieme al secondogenito Giovanni si diplomò perito metalmeccanico nel prestigioso Istituto Tecnico Industriale "Montani" di Fermo. Entrambi coltivavano una spiccata passione per la meccanica e nel 1911 avviarono un'officina meccanica in via dell'Annunziata, in pieno centro a Pesaro. Qualche anno dopo, in seguito ad un forte terremoto che rese inagibile lo stabile, si trasferirono in alcuni locali in via del Lazzaretto, appena fuori le mura pentagonali della città. Poco lontano sorgeva l'azienda motociclistica Molaroni (altra prestigiosa famiglia di imprenditori pesaresi), che fu acquistata dai Benelli una volta che i Molaroni chiusero l'azienda. Giuseppe fu la mente progettuale della Benelli e MotoBi nonché del sodalizio con Pietro Beretta e il conte Castelbarco Albani per la realizzazione di una rivoluzionaria automobile utilitaria denominata BBC.  